# Клаустрофобы: Квест в Москве
«Клаустрофобы: Квест в Москве» (англ. No Escape; дословно — «Нет выхода») — американский фильм ужасов в стиле «техно-хоррор» режиссёра Уилла Верника. В главных ролях снимались Кигэн Аллен, Холланд Роден и Ронен Рубинштейн. Выход фильма в кинотеатрах и на цифровых носителях состоялся 18 сентября 2020 года.
Предыдущий фильм Верника 2017 года Escape Room носит русскоязычное название «Клаустрофобия». Название «Клаустрофобы» дано фильму Адама Робитела Escape Room 2019 года.

## Сюжет
Коул Тёрнер прилетает в Москву, чтобы отпраздновать десятилетие своего успешного видеоблога #ESCAPEREALLIFE. Вместе с ним приезжают его девушка Эрин и трое друзей. Оказавшись в России, американцы знакомятся с Алексеем Козловым, молодым богатым светским человеком, который предлагает им поучаствовать в квесте в необычном эскейп-руме. Помещение (в котором раньше была большевистская тюрьма), где проходит квест, снимается на камеры и транслируется онлайн в интернете. Коул должен пройти различные тесты, чтобы освободить своих друзей, подключённых к различным инструментам пыток, прежде чем истечет время.
Постепенно видеоблогер понимает, что ловушки в этой квест-комнате представляют реальную опасность.

## В ролях
| Актёр            | Роль                          |
| ---------------- | ----------------------------- |
| Кигэн Аллен      | Коул Тёрнер                   |
| Холланд Роден    | Эрин Айзекс                   |
| Ронен Рубинштейн | Алексей Козлов                |
| Кимберли Куинн   | Лора Тёрнер                   |
| Павел Лычников   | криминальный авторитет Андрей |

## Отзывы
Рейтинг фильма на сайте Rotten Tomatoes составил 27 %. На сайте JoBlo.com фильм оценили на 4 из 10.